# 乔维塔·普日斯塔尔
︁乔维塔·普日斯塔尔（波蘭語：Jowita Przystał，1994年8月22日），波蘭社交舞者，以2020年的《最伟大的舞者》與2022年的《飄然起舞》而聞名。2021年起，她開始在《飄然起舞》節目中擔任職業舞者。

## 职业
普日斯塔尔與麥可·達尼爾丘克搭檔，代表波蘭參加國內外的舞蹈賽。2014年，兩人分別奪下波兰拉丁舞公开赛冠军、參加《Burn the Floor》表演、並出演多項百老匯音樂劇。具體作品有《金法尤物》、《沙漠妖姬》、《摇滚年代》等。
2019年，兩人遷往倫敦，在英國謀求發展。2020年，兩人參加《最伟大的舞者》第二季並奪冠，獲得奖金50,000英镑、還能出演BBC One的另一节目《飄然起舞》。2020年11月，兩人參加《飄然起舞第十八季》。2021年，普日斯塔尔不再與達尼爾丘克搭檔，而單獨以職業舞者身份，參加《飄然起舞第十九季》。

## 飄然起舞
普日斯塔尔自《飄然起舞》的第十九季開始初演，但當時只出現在集體舞中，並沒有與別人搭檔。在第二十季，她終於迎來了第一個搭檔：也就是摄影师兼主持人Hamza Yassin。2022年12月17日，兩人在决赛中击败海伦·斯凯尔顿和戈尔卡·马尔克斯、芙蓉·伊斯特與维托·科波拉（Vito Coppola）、以及莫莉·雷福德和卡洛斯·古（Carlos Gu）後奪冠。
| 季別 | 搭檔         | 排名 | 平均分数 |
| ---- | ------------ | ---- | -------- |
| 20   | Hamza Yassin | 1st  | 35.4     |
| 21   | Jody Cundy   | 13th | 19.0     |
| 22   | Pete Wicks   | 5th  | 27.1     |

### 圣诞特辑
普日斯塔尔曾经參加2021年與2023年的《飄然起舞圣诞特辑》。搭档分別是阿德里安·奇利斯與達尼·齊普里亞尼。

## 舞蹈之旅
2022年11月，普日斯塔尔宣布她将在2023年与Nikita Kuzmin於《Dancing With The Stars Weekends》同台演出。